# Ульново (Острудський повіт)
Ульново (пол. Ulnowo, нім. Faulen) — село в Польщі, у гміні Ґрунвальд Острудського повіту Вармінсько-Мазурського воєводства.
Населення — 37 осіб (2011).

## Демографія
Демографічна структура станом на 31 березня 2011 року:
|          | Загалом | Допрацездатний вік | Працездатний вік | Постпрацездатний вік |
| -------- | ------- | ------------------ | ---------------- | -------------------- |
| Чоловіки | 19      | 1                  | 14               | 4                    |
| Жінки    | 18      | 6                  | 7                | 5                    |
| Разом    | 37      | 7                  | 21               | 9                    |